# Beugneux
Beugneux ist eine französische Gemeinde mit 117 Einwohnern (Stand: 1. Januar 2022) im Département Aisne in der Region Hauts-de-France (frühere Region: Picardie). Sie gehört zum Arrondissement Soissons und zum Kanton Villers-Cotterêts. Die Einwohner werden als Beugneusiens oder Bunoliens bezeichnet.

## Lage
Die Gemeinde Beugneux, die sich im Süden bis in das Tal des Ourcq erstreckt, ohne diesen zu erreichen, liegt rund 20 Kilometer (Straßenentfernung) südsüdöstlich von Soissons und 22 Kilometer nördlich von Château-Thierry. Zu Beugneux gehört das Gehöft Wallée im Süden. Nachbargemeinden von Beugneux sind Launoy im Norden, Arcy-Sainte-Restitue im Nordosten, Cramaille im Osten, Bruyères-sur-Fère im Südosten, Oulchy-le-Château im Südwesten und Grand-Rozoy im Westen.

## Bevölkerungsentwicklung
| Jahr                       | 1962 | 1968 | 1975 | 1982 | 1990 | 1999 | 2006 | 2012 | 2021 |
| Einwohner                  | 122  | 97   | 94   | 92   | 75   | 83   | 116  | 113  | 113  |
| Quellen: Cassini und INSEE |      |      |      |      |      |      |      |      |      |

## Sehenswürdigkeiten
- Kirche Saint-Pierre aus dem 12. Jahrhundert, 1922 als Monument historique klassifiziert, (Base Mérimée PA00115531), 1918 fast im Zentrum der Zweiten Marneschlacht gelegen
- Kapelle Saint-Rufin et Saint-Valère im Ortsteil Wallée
- Lavoir (ehemaliges öffentliches Waschhaus)